# Agriopodes fallax
Agriopodes fallax (tên tiếng Anh: Green Marvel) là một loài bướm đêm thuộc họ Noctuidae. Loài này có ở hầu hết Bắc Mỹ, từ Ontario, Quebec, New Brunswick, Nova Scotia, Newfoundland và Labrador và Manitoba phía nam đến Arizona và Florida.
Sải cánh dài khoảng 34 mm. Con trưởng thành bay từ tháng 2 đến tháng 11 in Florida.
Ấu trùng ăn các loài Viburnum.

## Hình ảnh

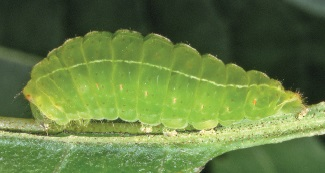